# Колібрі-плямохвіст чорногрудий
Колібрі-плямохвіст чорногрудий (Oreotrochilus melanogaster) — вид серпокрильцеподібних птахів родини колібрієвих (Trochilidae). Ендемік Перу.

## Опис

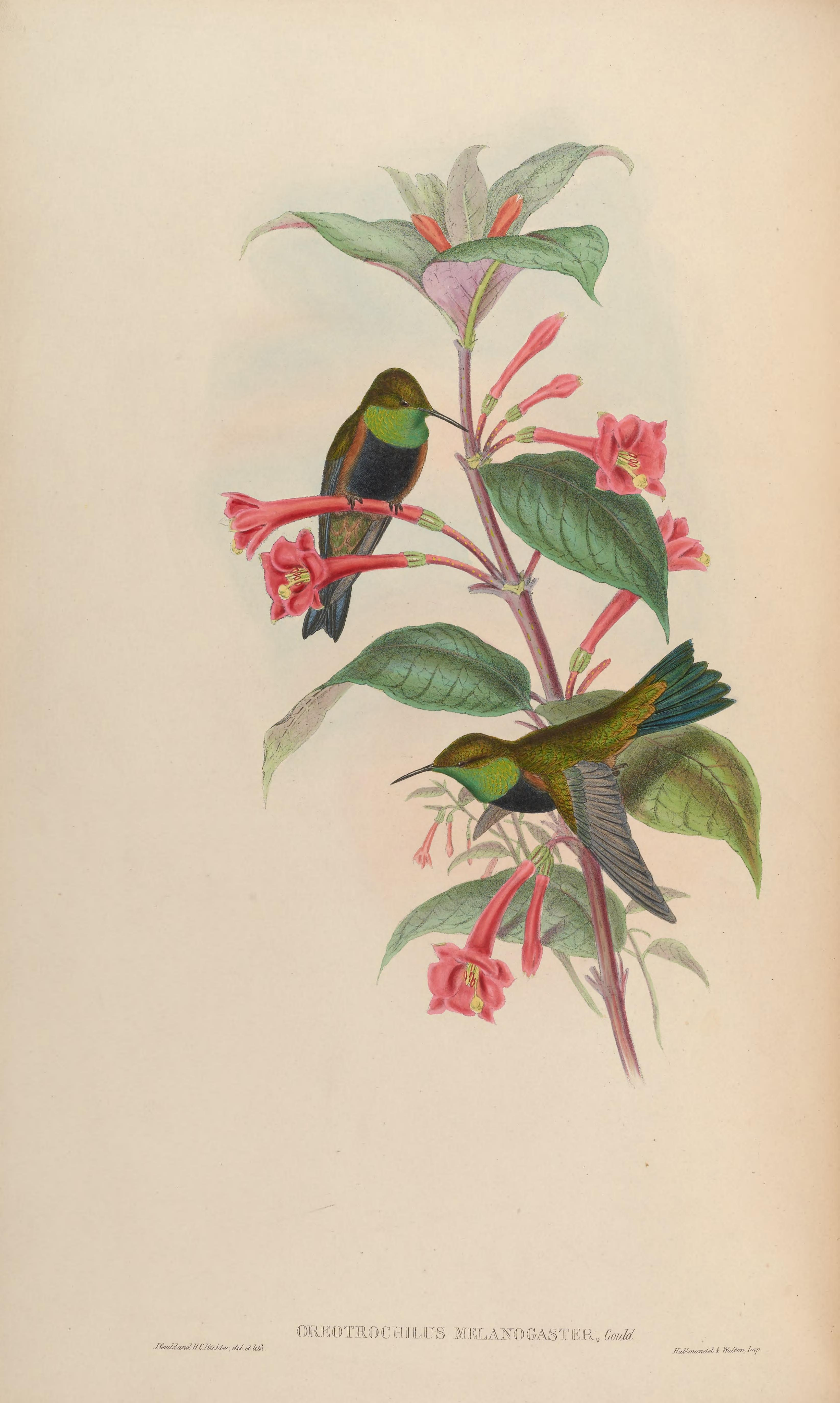
Чорногруді колібрі-плямохвости

Довжина птаха становить 13-14 см, вага 8,4 г. У самців верхня частина тіла бронзово-коричнева. Горло смарагдово-зелене, блискуче, боки сірувато-коричневі. решта нижньої частини тіла чорна. Хвіст дещо роздвоєний, синювато-чорний. Дзьоб чорний, дещо вигнутий. Самиці мають переважно тьмяно-бронзово-коричневе забарвлення, нижня частина тіла у них блідіша. Горло бліде, поцятковане дрібними темними плямками. Хвіст зеленувато-чорний, зовнішні 3-4 пари крайніх стернових пер мають білі кінчики.

## Поширення і екологія
Чорногруді колібрі-плямохвости мешкають в горах Центрального хребта Перуанських Анд, переважно в регіонах Хунін і Уанкавеліка, а також в сусідніх регіонах Анкаш, Ліма, Паско і Аякучо. Вони живуть на високогірних луках Пуна і серед скель, на висоті від 3500 до 4200 м над рівнем моря.
Чорногруді колібрі-плямохвости живляться нектаром різноманітних квітучих рослин, зокрема Chuquiraga spinosa. Caiophora, Castilleja, пуй і кактусів, іноді також Cassia і евкаліптів. Крім того, вони доповнюють свій раціон комахами, яких ловлять в польоті. Гніздування у чорногрудих колібрі-плямохвостів триває з грудня по квітень. Гніздо відносно велике, чашоподібне, робиться з моху і м'яких рослинних волокон, розміщується в тріщинах серед скель. В кладці 2 білих яйця.